# Autobiografia lui Nicolae Ceaușescu
Autobiografia lui Nicolae Ceaușescu este un film documentar cu caracter biografic de Andrei Ujică din 2010, ce narează viața fostului președinte al României și aspecte ale vieții sale de familie, folosind documente de arhivă, unele cunoscute iar altele inedite. Este filmul cu care regizorul încheie trilogia dedicată sfârșitului comunismului în România (Videogramele unei revoluții, Cantitate necunoscută).
Arhivele televiziunii și a Arhivei Națională de Filme, care împreună cu câteva secvențe filmate cu cameră video pentru amatori, au fost folosite pentru film totalizează mii de ore, din care regizorul spune că a vizionat ca. 250. Multe secvențe din film, descris ca o „psihodramă socială grotescă”, sunt fără sunet. Regizorul a lucrat timp de 4 ani la realizarea filmului.

## Premii
- Marele premiu la secțiunea Filme documentare, Festivalul de film de la Bergen, Norvegia[4]
- Premiul secțiunii Spotlight la gala anuală „Cinema Eye Honors”[4][5]

## Detalii tehnice
- Durata versiunii originare: 180 min.
- Premiera în România: 2010
- Alb/negru și color.
- Scenariul și regia: Andrei Ujică
- Montaj și design sunet: Dana Bunescu
- Cercetare arhivă: Titus Muntean
- Consultant vizual: Vivi Dragan Vasile (RSC)
- Colorist: Roberta Raduca
- Producător: Velvet Moraru
- Cu: Nicolae Ceaușescu, Elena Ceaușescu, Kim Jong Il, Mao Zedong, Richard Nixon, Jimmy Carter, Imelda Marcos, Charles de Gaulle etc..
- Studio: ICON production © 2010

## Festivaluri unde a fost prezentat
- Cannes
- München
- Londra
- Melbourne
- Toronto